# Solo Piano III
Pour les articles homonymes, voir Solo Piano (homonymie).
Solo Piano III est un album de Chilly Gonzales sorti le 7 septembre 2018. L'album contient 15 compositions originales écrites et jouées par Chilly Gonzales.
Albums de Chilly Gonzales
Other People's Pieces (O.P.P.)
(17 avril 2018)

## Historique
Les titres de l'album ont été composés et interprétés par Chilly Gonzales sur son piano droit Bechstein.
L'album a été enregistré au Marweg Studio situé à Cologne puis mixé au Studio Ferber à Paris.

## Dédicaces des titres
Chaque titre de l'album a été dédicacé à une personnalité qui a marqué l'histoire de sa discipline respective (musique, sport, littérature...).
- Treppen, dédicacé à Rudolf Steiner (philosophe autrichien)
- Pretenderness, dédicacé à Fanny Mendelssohn (compositrice allemande, musique classique)
- Prelude In C Sharp Major, dédicacé à Wendy Carlos (compositrice américaine, musique électronique)
- Famous Hungarians, dédicacé à Ernő Rubik (architecte hongrois)
- Chico, dédicacé à Eric André (acteur et humoriste américain)[2]
- Nimbus, dédicacé à Amelia Earhart (aviatrice américaine)
- Be Natural, dédicacé à Beach House (groupe américain, pop)
- Ellis Eye, dédicacé à Migos (groupe américain, rap, hip-hop)[2]
- Present Tense, dédicacé à Thomas Bangalter (musicien français, Daft Punk)[2]
- Cactus Impromptu, dédicacé à Emahoy Tsegué-Maryam Guèbrou (compositrice, pianiste, religieuse éthiopienne)
- Lost Ostinato, dédicacé à Hildegard von Bingen  (compositrice, religieuse allemande)
- Blizzard In B Flat Minor, dédicacé à Conchita Cintrón (rejoneadora, péruvienne)
- October 3rd, dédicacé à Jason Beck (Jason Charles Beck alias Chilly Gonzales)
- Kopfkino, dédicacé à Nadia Comăneci (gymnaste roumaine)
- Whist, dédicacé à Bernard Moitessier (navigateur, écrivain français)

## Liste des pistes
| 1.    | Treppen                  | 1:30 |
| 2.    | Pretenderness            | 2:44 |
| 3.    | Prelude In C Sharp Major | 2:38 |
| 4.    | Famous Hungarians        | 2:05 |
| 5.    | Chico                    | 1:27 |
| 6.    | Nimbus                   | 2:01 |
| 7.    | Be Natural               | 3:47 |
| 8.    | Ellis Eye                | 2:54 |
| 9.    | Present Tense            | 2:41 |
| 10.   | Cactus Impromptu         | 2:13 |
| 11.   | Lost Ostinato            | 3:00 |
| 12.   | Blizzard In B Flat Minor | 1:37 |
| 13.   | October 3rd              | 3:19 |
| 14.   | Kopfkino                 | 3:46 |
| 15.   | Whist                    | 2:27 |
| 39:15 |                          |      |